# やくざ刑事 マリファナ密売組織
『やくざ刑事 マリファナ密売組織』（やくざでか マリファナみつばいそしき、The Assassin）は、1970年の日本映画。主演：千葉真一、監督：野田幸男・伊藤俊也、製作：東映、カラー・シネマスコープ、89分。『やくざ刑事シリーズ』の第二作。

## 概要
警視庁特捜部の刑事である隼田志郎が、潜入捜査で二つの暴力団を殲滅するストーリー。オープニングのカーアクションから、殺し屋たちとの死闘、水中格闘、ヘリコプターへ飛び乗り、走行するクルーザーの最上部ブリッジから海へ飛び込み、千葉真一ならではのアクロバット的アクションが展開されていく。後方転回などを取り入れた擬斗は前作から踏襲。隼田に救われる誠和会幹部に内田良平、誠和会と対立する関西の暴力団「夏井興業」のボスに渡辺文雄、隼田の上司に前作に引き続き南利明、夏井の情婦に浜かおる、おかまのママに由利徹らが配され、ジャイアント馬場が特別出演している。

## ストーリー
隼田志郎はそのドライビングテクニックで、逮捕寸前の暴力団「誠和会」幹部である石黒を救う。警視庁の秘密捜査官である隼田は石黒に恩を着せ、誠和会の資金源であるマリファナ輸入ルートを探ろうと目論んでいた。石黒のボスである真野会長は、誠和会の関東マリファナ密売網を根こそぎ奪おうとする夏井興業の殺し屋4人に襲われる。その場にいた隼田は刺客を撃退したことにより、真野から信用を得て、石黒預かりの客分扱いになった。隼田の上司である古谷刑事部長は、3人の麻薬取締官が潜入に失敗していることから、隼田を警視庁からの所属を抹消させ、その代り隼田にアタッシュケースに入れた各種秘密兵器を委ねて、峰尾に隼田のサポートをさせ、捜査を継続する。隼田は誠和会と夏井興業を争わせ、双方を自滅させようと暗躍していく。

## キャスト
- 千葉真一 - 隼田志郎

- 内田良平 - 石黒
- 渡辺文雄 - 夏井武
- 南利明 - 峰尾豪
- 浜かおる - 牧亜夜子
- 由利徹 - バーのママ
- 内田朝雄 - 島蔵
- 関山耕司 - 真野光男
- 千葉治郎 - 二朗
- 澤久美子 - 若林沙織
- 日尾孝司 - 須藤
- 児島春美 - エリカ
- 黄和璧 - 蘭子
- 倉元恵子 - 歌手
- 植田灯孝 - 佐々木
- 河合絃司 - 古谷刑事部長
- 風間健 - 風巻
- 小林稔侍 - ビショップ
- 久地明 - 速水
- 土山登志幸 - 黒川
- 三重街恒二 - 朴
- ジャック・モリス - 米兵A
- レイ・ボズマン - 米兵B
- ユセフ・オスマン - リトルジョー
- エンベル・アルテンバイ - 米兵C
- ストロング・イリマイテイ
- 山之内修 - 日下
- 亀山達也
- 西本良治郎 - 殺し屋
- 桐島好夫 - 滝本
- 木川哲也 - 仙波
- 花田達 - 中島
- 舟橋竜次
- 佐川二郎
- 藤井まゆみ - ホステスB
- 田内加代子 - ホステスA
- 五野上力 - 若林
- 志摩栄 - 大西
- 溝口久夫
- 城春樹 - 金
- 畑中猛重
- 沢田浩二 - ネズ公
- ジャイアント馬場 - G・馬場

## スタッフ
- 監督 - 野田幸男・伊藤俊也
- 企画 - 太田浩児
- 脚本 - 神波史男・野田幸男
- 撮影 - 稲田喜一
- 録音 - 小松忠之
- 照明 - 大野忠三郎
- 美術 - 江野慎一
- 編集 - 田中修
- 助監督 - 橋本新一
- 擬斗 - 日尾孝司
- 進行主任 - 坂上順
- 企画担当 - 高村賢治
- 装置 - 松野大三郎
- 装飾 - 武井正二
- 記録 - 宮本衣子
- 現像 - 東映化学
- 音楽 - 八木正生
- スチール - 加藤光男 ※ノンクレジット

## 主題歌・挿入歌
主題歌
「一匹狼」
- 唄 - 千葉真一
- 作詞 - 藤間哲郎、作曲 - 安部芳明、編曲 - 八木正生
- キングレコード

挿入歌
「白いワゴン」
- 唄 - 千葉真一
- 作詞 - 名村宏、作曲 - 江口浩司、編曲 - 森岡賢一郎
- 劇中では隼田志郎と若林沙織の乗馬シーンで流れる

「悪女のすすめ」
- 唄 - 倉元恵子
- 作詞 - 水沢亜紀、作曲 - K・ウィルソン
- CBSソニー

## 製作・興行
ロケーション撮影は羽田空港の国内線ターミナル前の駐車場や横浜ドリームランドなどで行われた。
国内興行のキャッチコピーは「千葉アクロバット大活劇 待望の第2弾」。